# Voisava Tripalda
Voisava Tripalda, även Voisava Kastrioti, född omkring 1380, var hustru till Johan Kastriota och mor till Skanderbeg. Hon omnämns av bland andra Marinus Barletius.